# Tomás Estrada Palma
Tomás Estrada Palma (* 1835 in Manzanillo, Kuba; † 4. November 1908 in Santiago de Cuba) war ein kubanischer Politiker, von 1876 bis 1877 Präsident der kubanischen Republik in Waffen und von 1902 bis 1906 der erste Präsident der Republik Kuba.

Tomás Estrada Palma, erster Präsident der Republik Kuba

## Leben
Während der ersten Phase des kubanischen Unabhängigkeitskrieges gegen die spanische Kolonialmacht (Guerra Larga 1868–1878) war Tomás Estrada Palma für kurze Zeit (29. März 1876 – 19. Oktober 1877) Präsident der kubanischen Regierung im Untergrund (República en Armas).
Estrada wurde 1877 von den spanischen Kolonialtruppen gefangen genommen und nach Spanien deportiert. Von dort aus reiste er nach dem Frieden von Zanjón in die USA, wurde US-amerikanischer Staatsbürger und war dort als Lobbyist der kubanischen Unabhängigkeitsbewegung tätig. Mit der Hilfe eines amerikanischen Bankiers bot er Spanien, nach dem Vorbild des Ankaufs Alaskas von Russland, 150 Millionen Dollar für Kuba; der Plan schlug jedoch fehl. Nach dem Tod von José Martí 1895 wurde Estrada Palma offiziell zum Beauftragten der kubanischen Unabhängigkeitsbewegung in den USA.
Nach der Besetzung Kubas durch US-amerikanische Truppen 1898 im Spanisch-Amerikanischen Krieg entstand auf Kuba 1902 das eigenartige Konstrukt einer Republik, der die Souveränität fehlte. Denn in einem Verfassungszusatz (Platt Amendment) hatte die konstituierende Versammlung auf starken Druck den USA ein ständiges Interventionsrecht einräumen müssen. Die Präsidentschaftswahlen wurden derart von den USA beeinflusst, dass sich die Oppositionspartei unter Bartolomé Masó gezwungen sah, die Kandidatur zurückzuziehen. Der von den USA gewünschte erste Präsident Kubas nach dem Ende der spanischen Kolonialzeit wurde am 31. Dezember 1901 ohne Gegenkandidat gewählt: Tomás Estrada Palma. Er trat sein Amt am 20. Mai 1902 an.
Auch bei seiner Wiederwahl im Jahre 1905 war er ohne Gegenkandidaten, da die oppositionelle Liberale Partei aus Protest gegen die Wahlbedingungen ihre Kandidaten zurückgezogen hatte. Am 20. Mai 1906 trat Estrada seine zweite Amtszeit als Präsident an. Als er erkannte, dass seine Regierung den von der Opposition organisierten Protesten gegen seine Regierung, die nur über 3000 Soldaten verfügte, nichts entgegenzusetzen hatte, bat er die US-Regierung um Intervention und trat Ende September 1906 von seinem Amt zurück. Auch die Opposition zog eine erneute Besatzung durch die USA einer Fortsetzung der Regierung Estrada vor. Nach der von den USA vermittelten Einigung mussten sämtliche aus den angefochtenen Wahlen von 1905 hervorgegangenen Amtsträger zurücktreten, die oppositionellen Aufständischen wurden entwaffnet und amnestiert.
William Howard Taft, enger Freund und späterer Nachfolger des US-Präsidenten Theodore Roosevelt, übernahm als amtierender US-Kriegsminister die Regierung auf Kuba am 1. Oktober 1906 mit Unterstützung von zwei Kriegsschiffen und 5600 Marineinfanteristen. Die US-Intervention endete formal im Januar 1909 mit dem Amtsantritt des zweiten gewählten Präsidenten der souveränen Republik Kuba, José Miguel Gómez.